# Marlin (Pennsilvània)
Marlin és una concentració de població designada pel cens dels Estats Units a l'estat de Pennsilvània. Segons el cens del 2000 tenia 640 habitants.

## Demografia
Segons el cens del 2000, Marlin tenia 640 habitants, 269 habitatges, i 181 famílies. La densitat de població era de 274,6 habitants per quilòmetre quadrat.
Dels 269 habitatges en un 33,5% hi vivien nens de menys de 18 anys, en un 53,2% hi vivien parelles casades, en un 8,2% dones solteres, i en un 32,7% no eren unitats familiars. En el 30,5% dels habitatges hi vivien persones soles el 19,3% de les quals corresponia a persones de 65 anys o més que vivien soles. El nombre mitjà de persones vivint en cada habitatge era de 2,38 i el nombre mitjà de persones que vivien en cada família era de 2,96.
Per edats la població es repartia de la següent manera: un 24,8% tenia menys de 18 anys, un 4,7% entre 18 i 24, un 28% entre 25 i 44, un 22,2% de 45 a 60 i un 20,3% 65 anys o més.
L'edat mediana era de 40 anys. Per cada 100 dones de 18 o més anys hi havia 83,6 homes.
La renda mediana per habitatge era de 42.692 $ i la renda mediana per família de 51.106 $. Els homes tenien una renda mediana de 41.000 $ mentre que les dones 22.083 $. La renda per capita de la població era de 19.122 $. Cap de les famílies i el 4,9% de la població estaven per davall del llindar de pobresa.

## Poblacions més properes
El següent diagrama mostra les poblacions més properes.